# Memoriał Bronisława Idzikowskiego i Marka Czernego 2019
Memoriał im. Bronisława Idzikowskiego i Marka Czernego 2019 – 45. edycja turnieju w celu uczczenia pamięci polskiego żużlowca Bronisława Idzikowskiego i Marka Czernego, który odbył się 23 marca 2019 roku w Częstochowie. Turniej wygrał Leon Madsen.

## Wyniki
- Częstochowa, 23 marca 2019
- Frekwencja: 6000 widzów[1]
- NCD: Leon Madsen – 63,67 w wyścigu 10
- Sędzia: Artur Kuśmierz

| Msc. | Zawodnik            | Klub         | Pkt |             |  |
| ---- | ------------------- | ------------ | --- | ----------- |  |
| 1    | Leon Madsen         | Częstochowa  | 14  | (3,2,3,3,3) |  |
| 2    | Fredrik Lindgren    | Częstochowa  | 13  | (3,3,3,3,1) |  |
| 3    | Grigorij Łaguta     | Rosja        | 12  | (3,3,1,3,2) |  |
| 4    | Andrzej Lebiediew   | Dyneburg     | 11  | (2,3,3,0,3) |  |
| 5    | Adrian Miedziński   | Częstochowa  | 11  | (1,3,2,2,3) |  |
| 6    | Matej Zagar         | Częstochowa  | 9   | (3,2,1,3,0) |  |
| 7    | Mikkel Bech         | Gdańsk       | 8   | (1,2,2,2,1) |  |
| 8    | Patryk Dudek        | Zielona Góra | 7   | (t,1,3,2,1) |  |
| 9    | Damian Dróżdż       | Częstochowa  | 7   | (0,2,2,1,2) |  |
| 10   | Kai Huckenbeck      | Łódź         | 7   | (2,1,2,0,2) |  |
| 11   | Piotr Protasiewicz  | Zielona Góra | 5   | (2,1,1,1,0) |  |
| 12   | Rohan Tungate       | Łódź         | 4   | (t,0,0,1,3) |  |
| 13   | Paweł Przedpełski   | Częstochowa  | 4   | (2,0,0,0,2) |  |
| 14   | Jakub Miśkowiak     | Częstochowa  | 4   | (0,1,1,2,0) |  |
| 15   | Michał Gruchalski   | Częstochowa  | 3   | (1,0,0,1,1) |  |
| 16   | Daniel Jeleniewski  | Łódź         | 1   | (1,0,d,0,0) |  |
| 17   | Bartłomiej Kowalski | Częstochowa  | 0   | (0,u)       |  |

Bieg po biegu
1. [65,05] Zagar, Przedpełski, Bech, Dróżdż
2. [64,46] Madsen, Huckenbeck, Jeleniewski, Kowalski
3. [63,98] Łaguta, Protasiewicz, Gruchalski, Miśkowiak
4. [--,--] Lindgren, Lebiediew, Miedziński, Kowalski (u4)
5. [64,34] Miedziński, Madsen, Miśkowiak, Przedpełski
6. [63,83] Lindgren, Dróżdż, Huckenbeck, Gruchalski
7. [63,71] Łaguta, Bech, Dudek, Tungate
8. [64,05] Lebiediew, Zagar, Protasiewicz, Jeleniewski
9. [64,75] Lebiediew, Huckenbeck, Łaguta, Przedpełski
10. [63,67] Madsen, Dróżdż, Protasiewicz, Tungate
11. [64,35] Lindgren, Bech, Miśkowiak, Jeleniewski (d4)
12. [64,56] Dudek, Miedziński, Zagar, Gruchalski
13. [65,06] Lindgren, Dudek, Protasiewicz, Przedpełski
14. [64,32] Łaguta, Miedziński, Dróżdż, Jeleniewski
15. [--,--] Madsen, Bech, Gruchalski, Lebiediew
16. [64,36] Zagar, Miśkowiak, Tungate, Huckenbeck
17. [66,08] Tungate, Przedpełski, Gruchalski, Jeleniewski
18. [65,22] Lebiediew, Dróżdż, Dudek, Miśkowiak
19. [65,71] Miedziński, Huckenbeck, Bech, Protasiewicz
20. [65,24] Madsen, Łaguta, Lindgren, Zagar